# Notre-Dame de l’Immaculée Conception (Boulogne-sur-Mer)

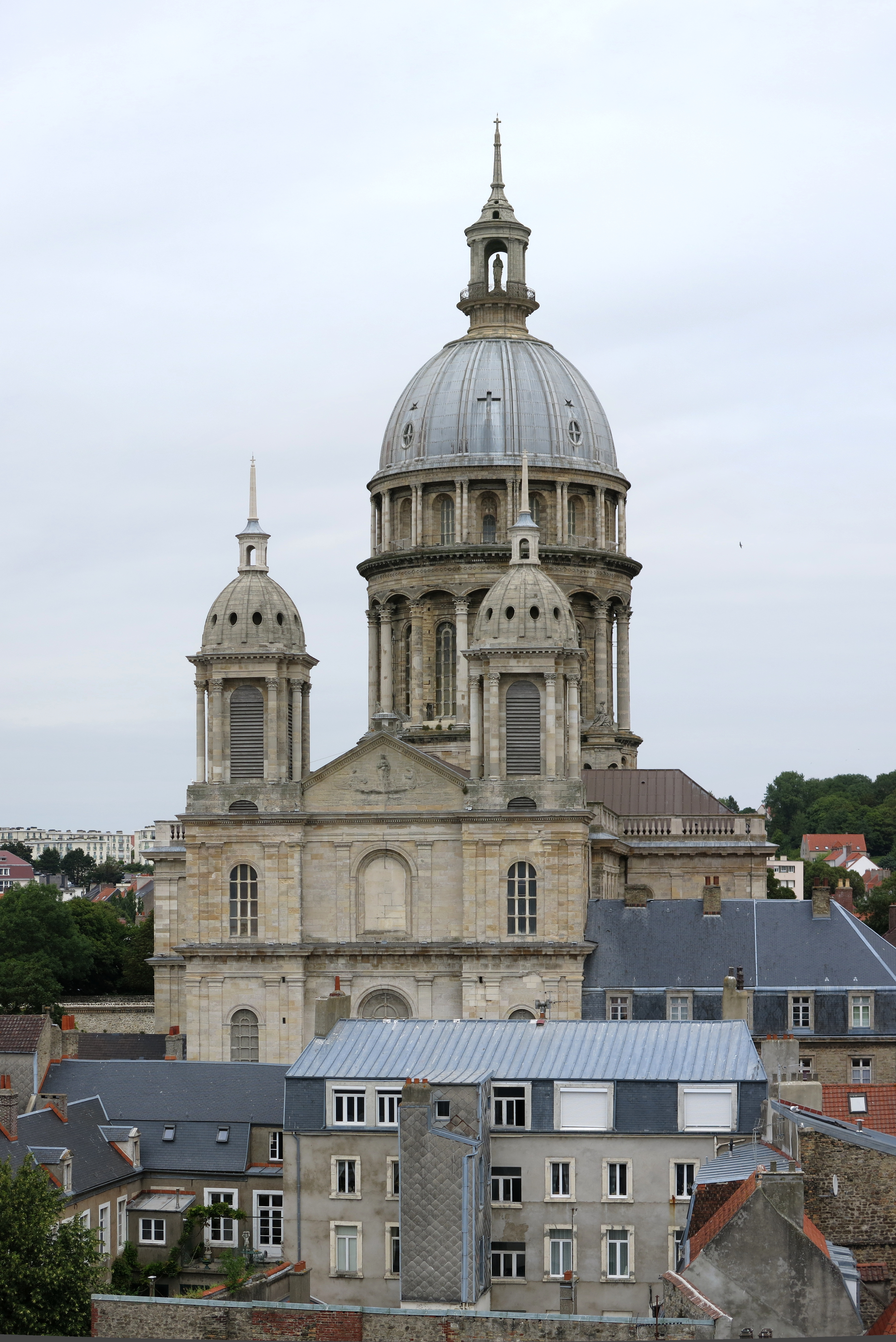
Basilika Notre-Dame de l’Immaculée Conception

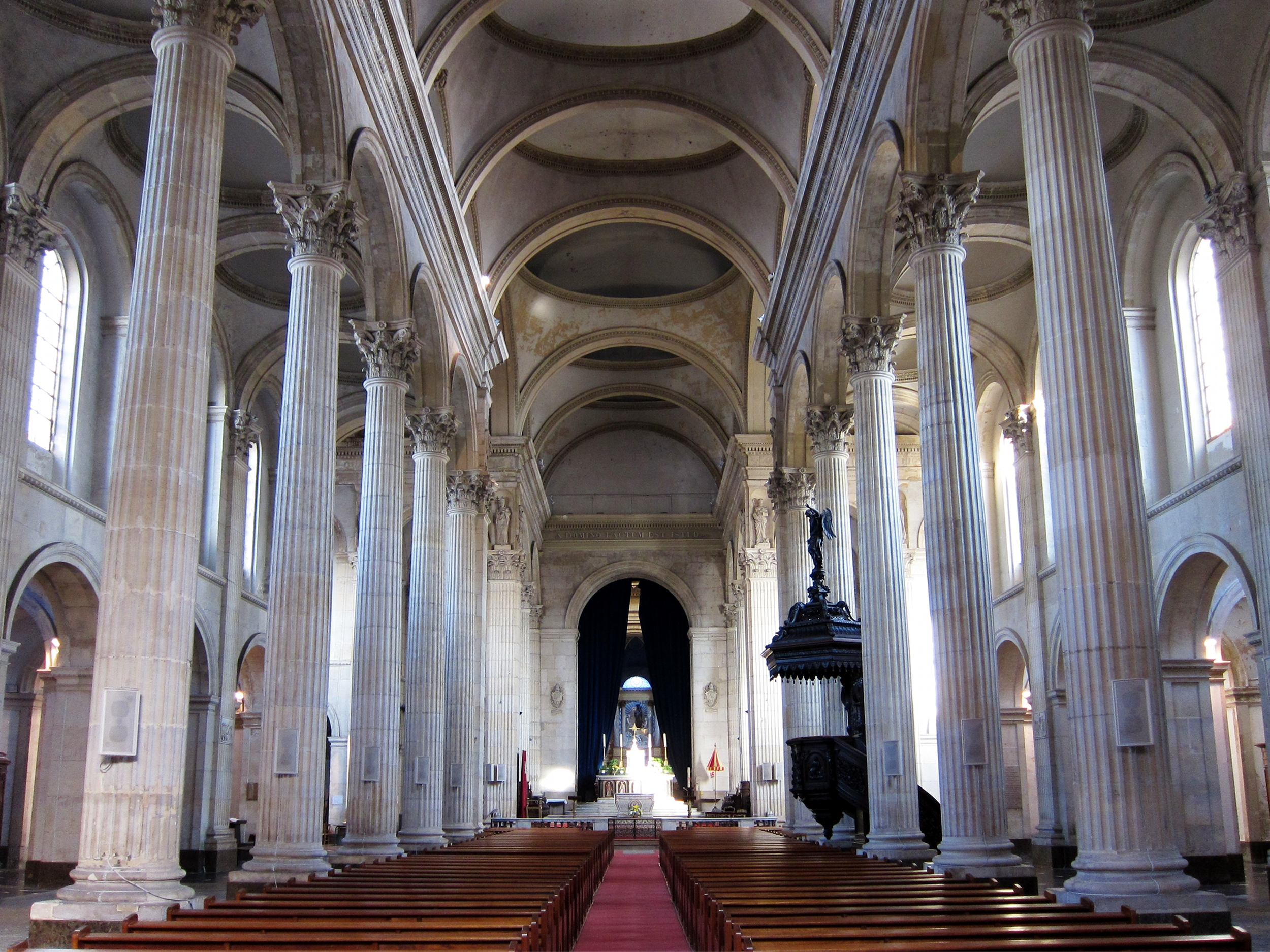
Hauptschiff mit Vorhang vor Kuppelrondell

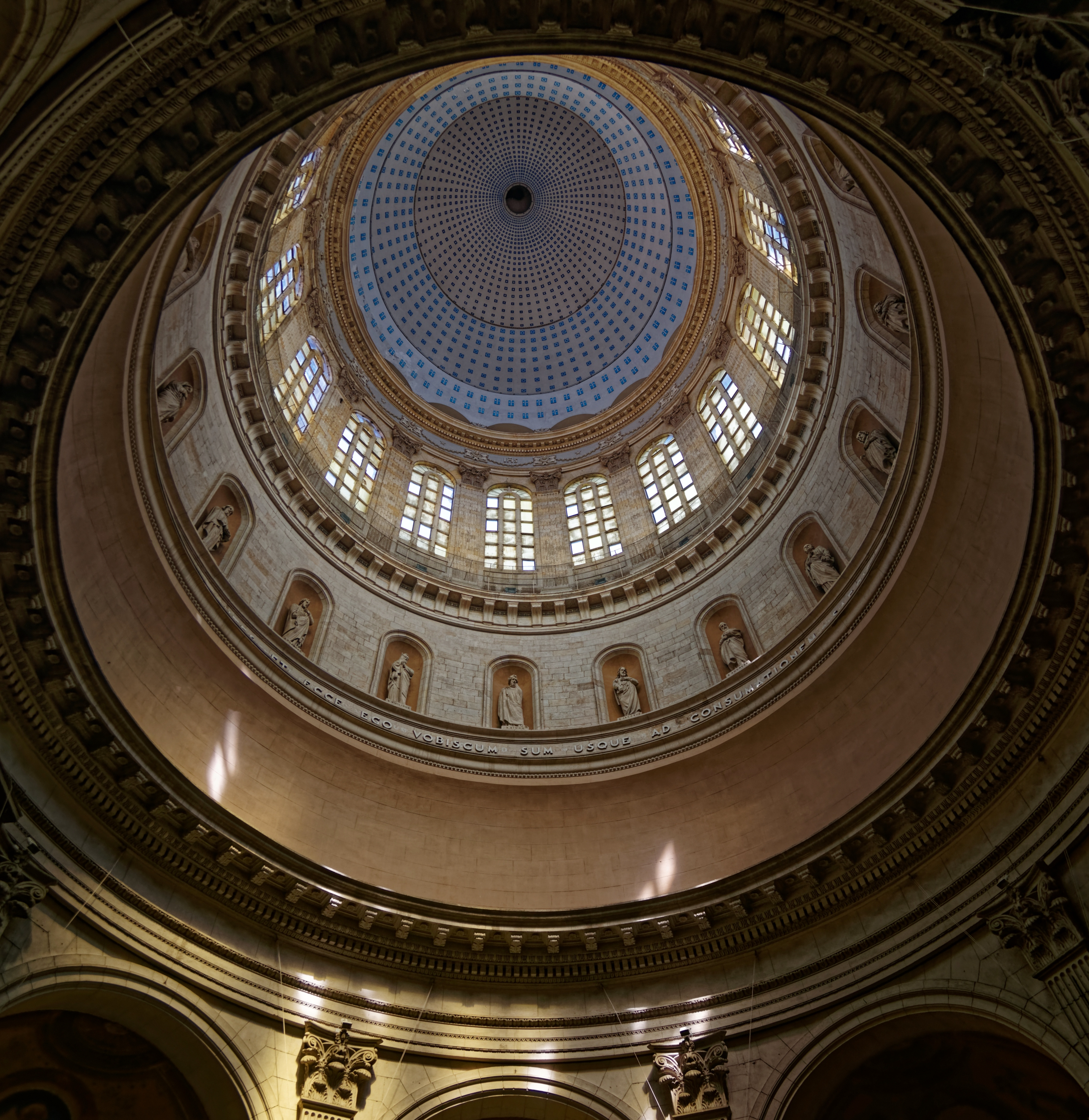
Innenseite der Kuppel

Die Basilika Notre-Dame de l’Immaculée Conception et Saint-Joseph (deutsch Basilika Unserer Lieben Frau der Unbefleckten-Empfängnis) ist eine römisch-katholische Kirche in Boulogne-sur-Mer im französischen Département Pas-de-Calais in der Region Hauts-de-France. Die Pfarrkirche des Bistums Arras trägt den Titel einer Basilica minor. Die mittelalterliche Kathedrale wurde der Jungfrau von Boulogne als Unserer Lieben Frau vom Meer gewidmet. Auf deren Ruine als Fundament wurde Mitte des 19. Jahrhunderts im Stil des Klassizismus errichtet. Die dabei entstandene Krypta ist eine der größten in Frankreich. Die Basilika ist als historisches Baudenkmal geschützt.

## Ursprünge
Ab dem 5. Jahrhundert gab es eine Gruppe von Kirchen in der Nähe des römischen Lagers; im 7. Jahrhundert wurde das wundertätige Bild der Jungfrau an die Küste gespült. Dies war der Beginn der Wallfahrten in die Stadt, deren Bild an der Porte de la Dûne und in der Kirche zu finden ist, das die Jungfrau in einem von Engeln fortbewegten Boot zeigt. In einem der Seitenschiffe steht ein lebensgroßes Modell.
Die mittelalterliche Kirche wurde um 1100 erbaut, in späteren Jahrhunderten erweitert und 1567 zur Kathedrale erhoben. Während der französischen Revolution wurde die Verehrung der Muttergottes verboten und die Statue wurde verbrannt. Die Kirche wurde vom Staat beschlagnahmt, als Staatseigentum verkauft und dann in Etappen abgerissen. Das Bistum Boulogne ging 1801 im Bistum Arras auf.

## Wiederaufbau
Der Bau der heutigen Basilika begann 1827, der Entwurf stammt von dem Priester und Architekten Benoît-Agathon Haffreingue. Er erreichte die nötige Unterstützung und Geldmittel, um einen monumentalen Bau zu realisieren. Die Grundsteinlegung erfolgte 1827, die Kuppel wurde im Jahr 1863 vollendet. Der Bau wurde 1870 mit der Fertigstellung der westlichen Fassadentürme abgeschlossen.
Seit 1868 ist Notre-Dame die Pfarrkirche der Oberstadt von Boulogne-sur-Mer, nachdem diese Aufgabe von 1803 bis 1868 die Klosterkirche Saint-Joseph der Annuntiatinnen (in der sich heute die Stadtbibliothek befindet) erfüllt hatte. Aus diesem Grund wurde auch das Patrozinium Saint-Joseph als Zweitpatrozinium auf die neue Kirche übertragen. Am 19. Juni 1879 wurde die Kirche durch Papst Leo XIII. zur Basilica minor erhoben.
Die Kirche wurde im Stil des Klassizismus mit Einflüssen des Neorenaissance entworfen. Die Kirche besteht aus zwei Teilen, dem runden Kuppelrondell und daran kopfseitig anschließend eine dreischiffige Basilika auf dem Grundriss eines lateinischen Kreuzes. Die Kirche hat eine Länge von 98 Metern und eine Breite von 45 Metern. Das Mittelschiff wird von einem Tonnengewölbe überspannt, die Seitenschiffe sind durch kannelierte runde Säulen abgegrenzt. Das Ganze wird von Scheinbögen gekrönt, die keine konstruktive Funktion haben. Das Konzept basierte auf tradierter Erfahrung und Intuition und wurde nicht theoretisch untersucht. Die Gewölbe des Kirchenschiffs stürzten 1921 ein. Anschließend wurden sie wiederaufgebaut und mit Stahlbeton verstärkt, was dazu beitrug, dass das Gebäude die Bombenangriffe im Zweiten Weltkrieg überstand.

## Ausstattung
Der Hochaltar ist das wichtigste Stück der Innenausstattung. Er steht aus Sicht des Kirchenschiffs in einer Apsis jenseits des Kuppelrondells und ist mit einem triumphbogenförmigen Tabernakel gekrönt und wurde 1866 von Fürst Alessandro Torlonia (1800–1886) gestiftet. Der Altar wurde in Italien hergestellt und stellt die Jungfrau des Meeres dar, umgeben von Mosaikplatten mit Christus und den vier Evangelisten auf der einen Seite und auf der anderen Seite den vier Altvätern.
In der Apsis befindet sich eine halbkreisförmige Kapelle mit dem Denkmal des Priesters Haffreingue. Die Skulpturengruppe zeigt den Priester, der sich hinkniet, um die Jungfrau Maria als Geschenk für die Basilika darzubringen.
Das Gehäuse der 1944 durch eine Bombe zerstörten Merklin-Orgel war von einer Statue von König David von Édouard Buisine (1895) bekrönt worden, welche sich heute noch in der Kirche befindet.

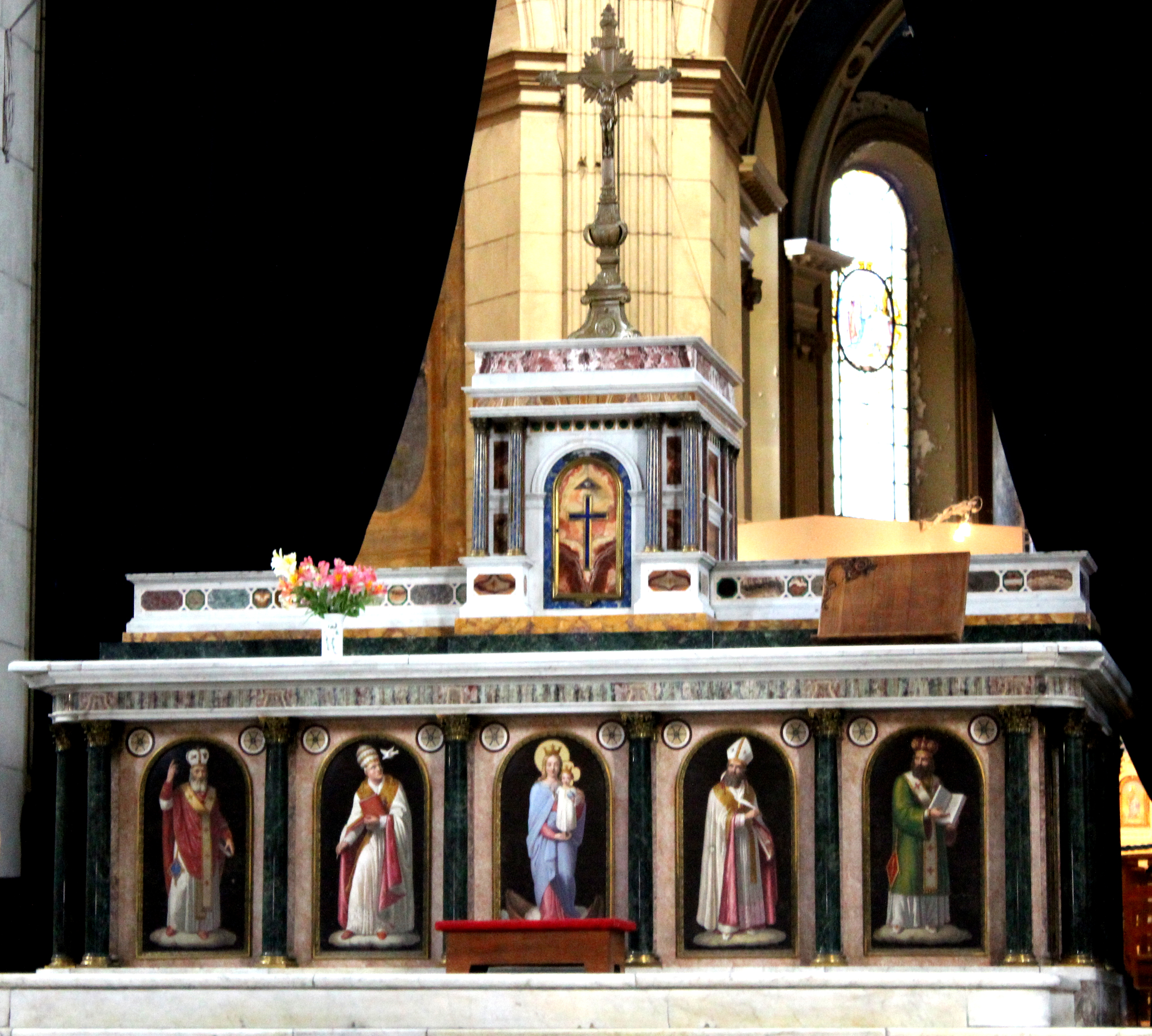
Torlonia-Altar
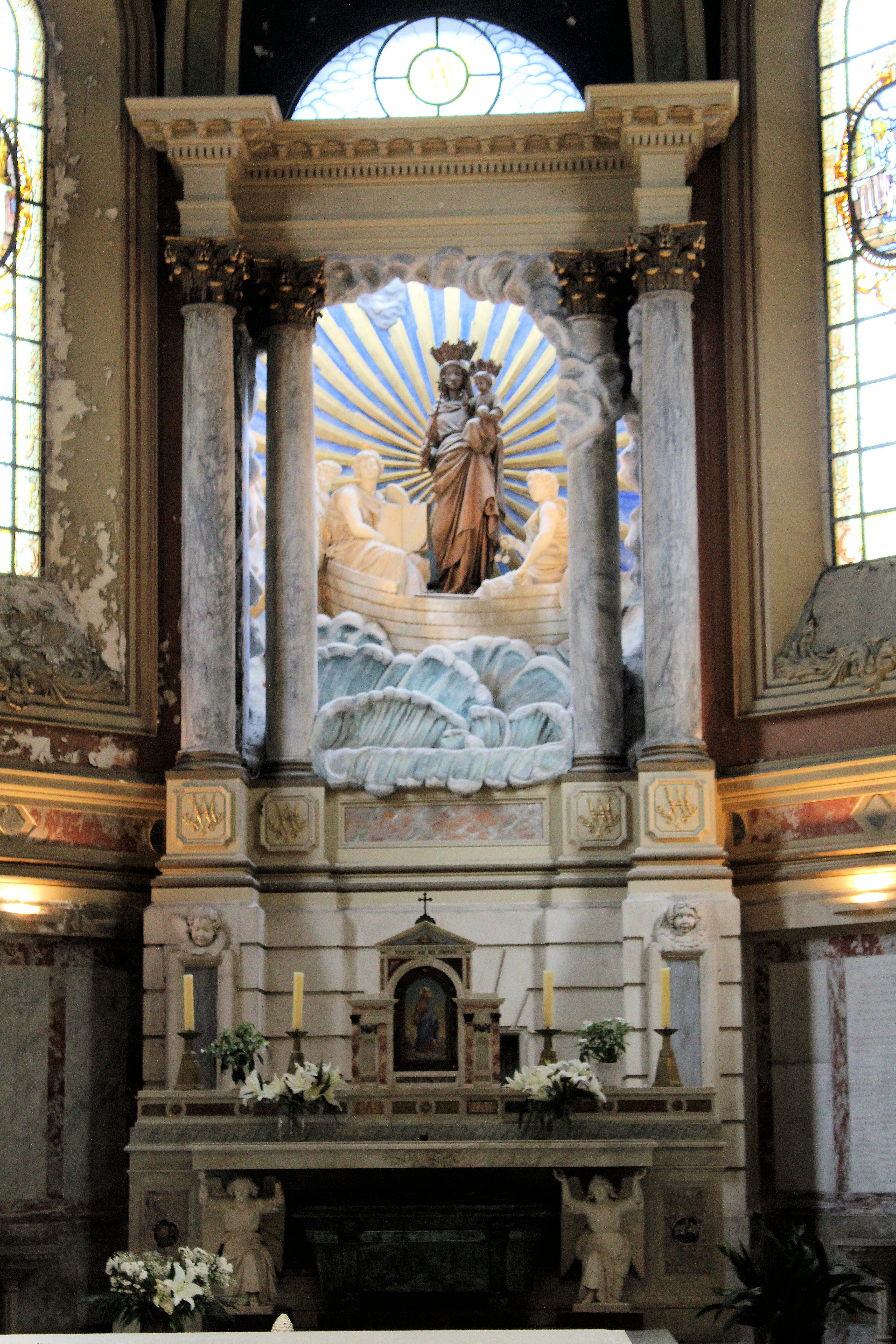
Die Jungfrau von Boulogne in der Apsis
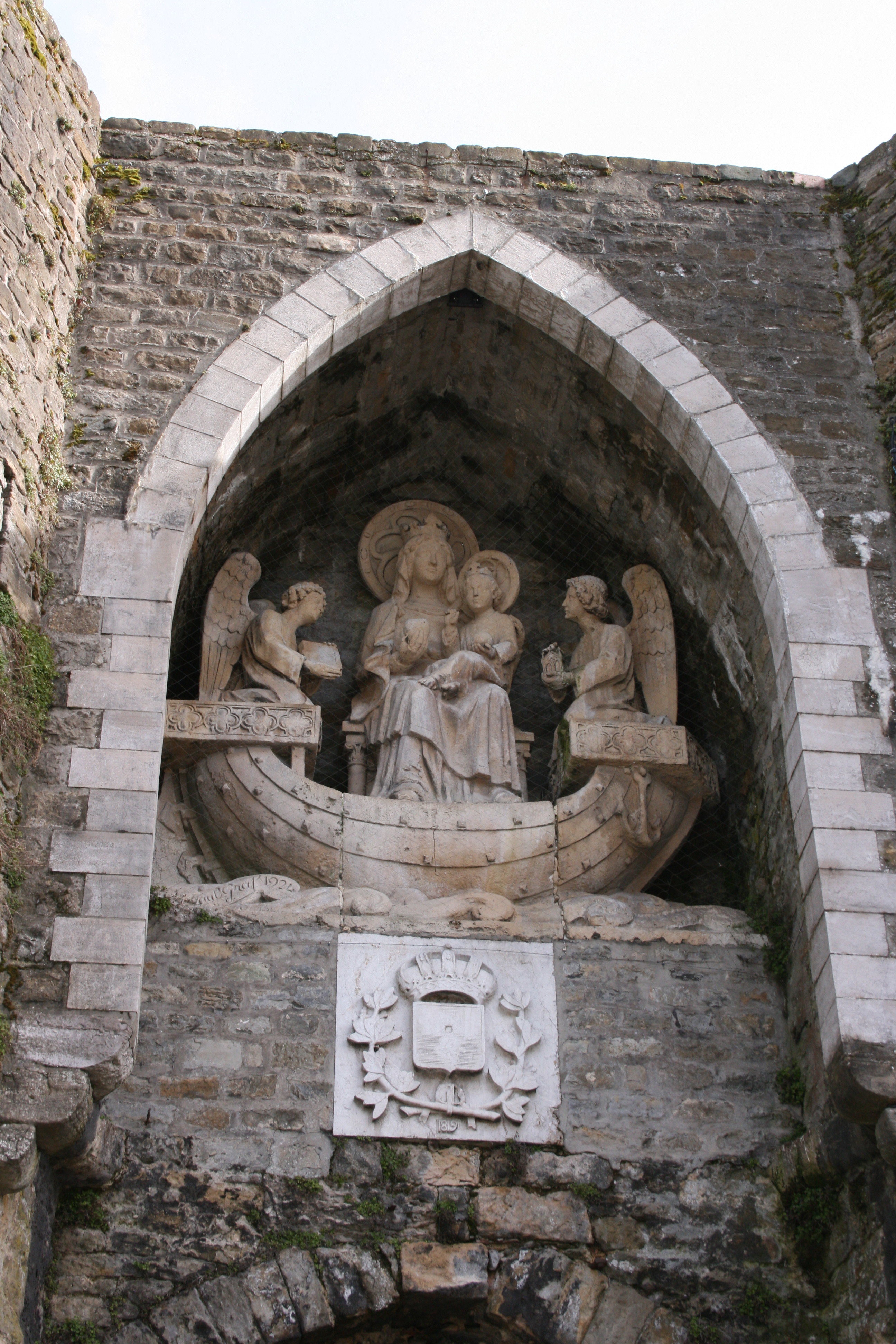
Die Statuengruppe der Jungfrau in der Porte de la Dûne
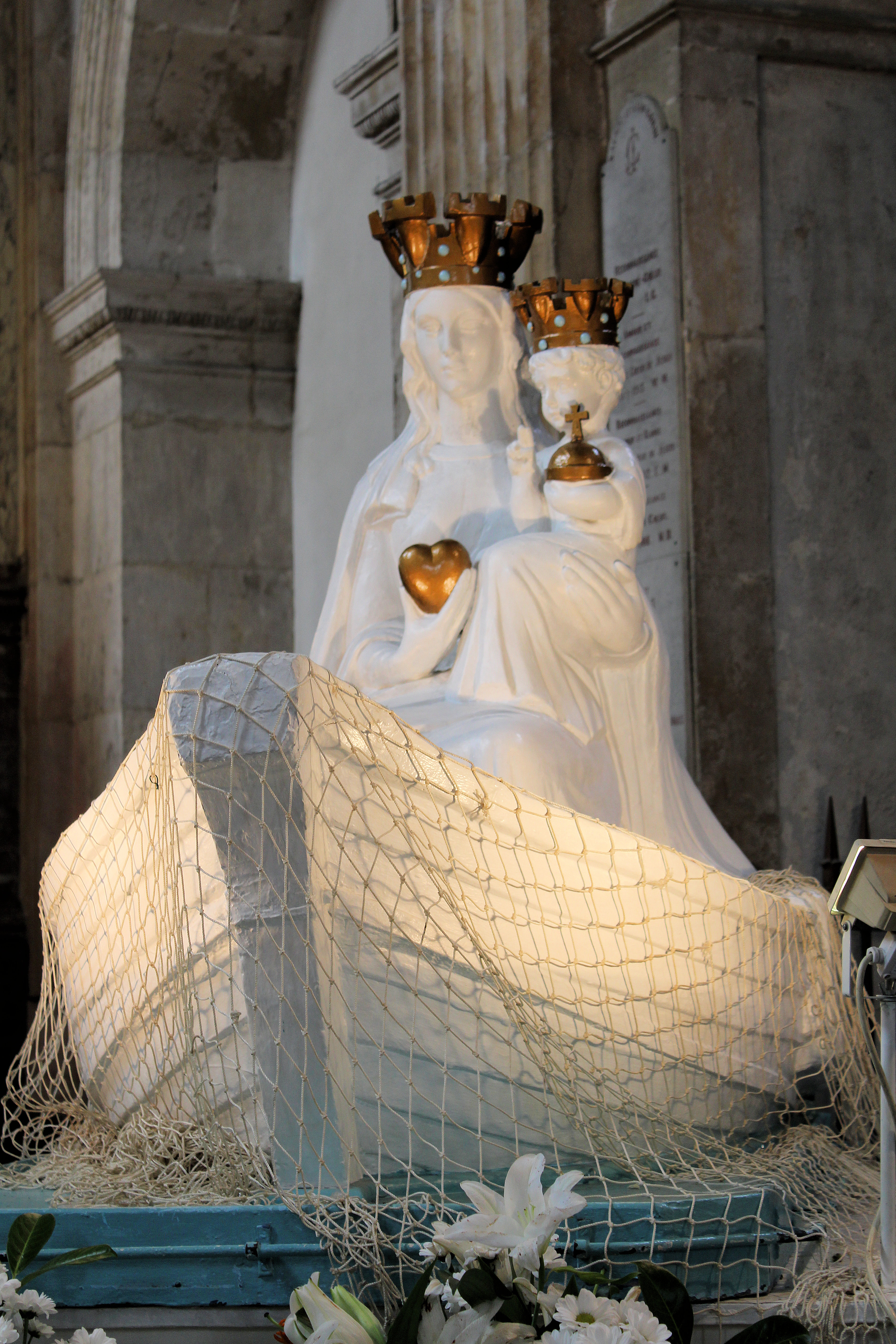
Die Jungfrau von Boulogne
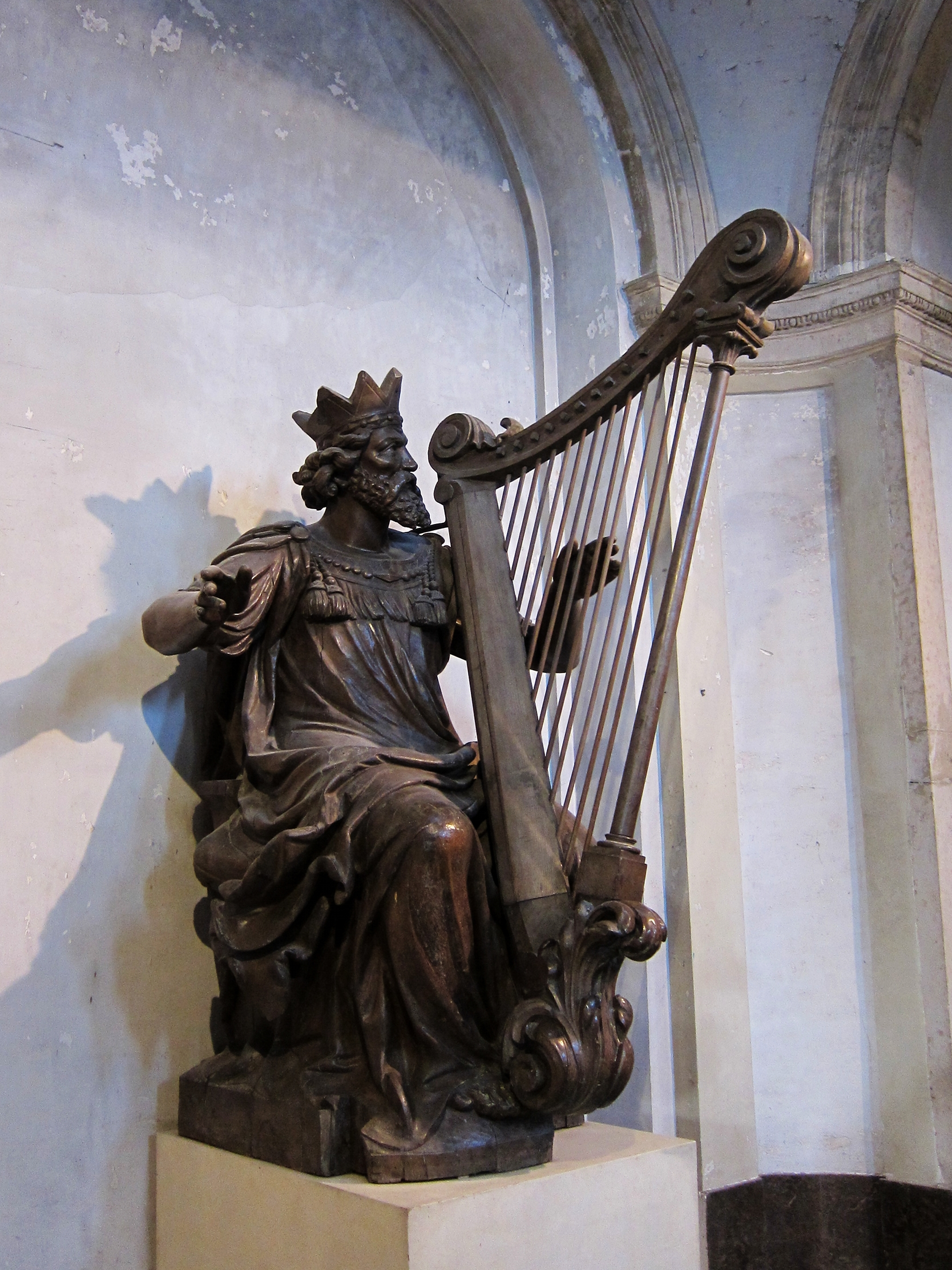
König David (ursprünglich auf dem Gehäuse der alten Orgel)
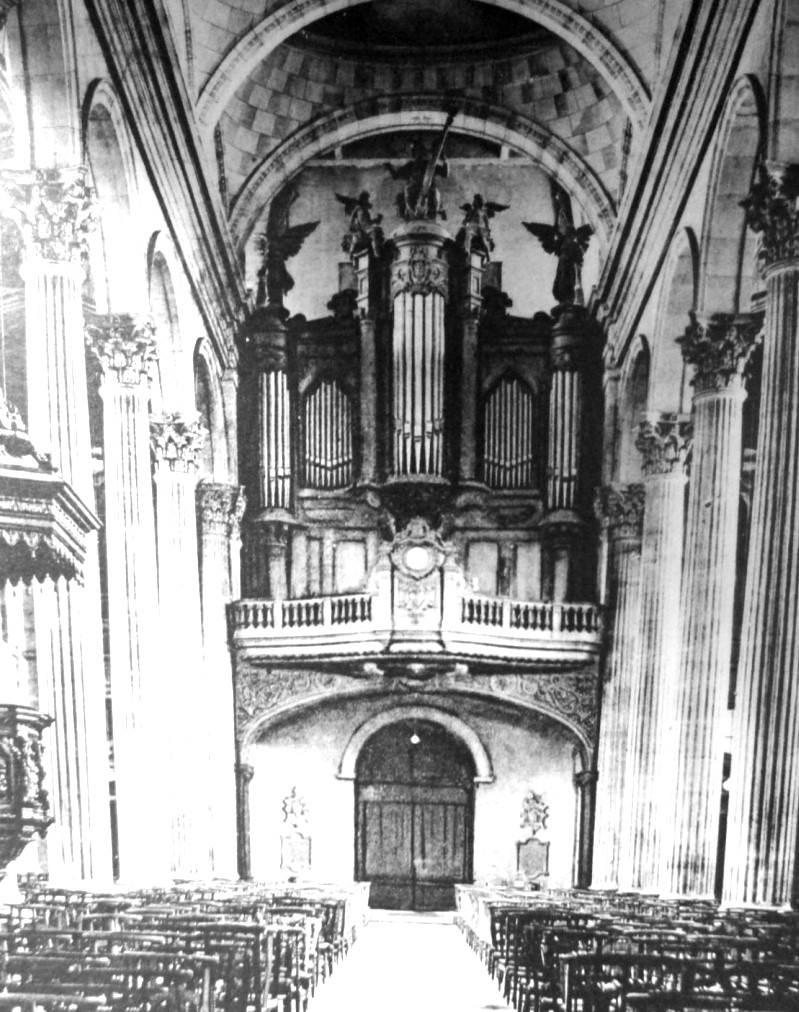
Ehemalige Merklin-Orgel (1897-1944) mit König David
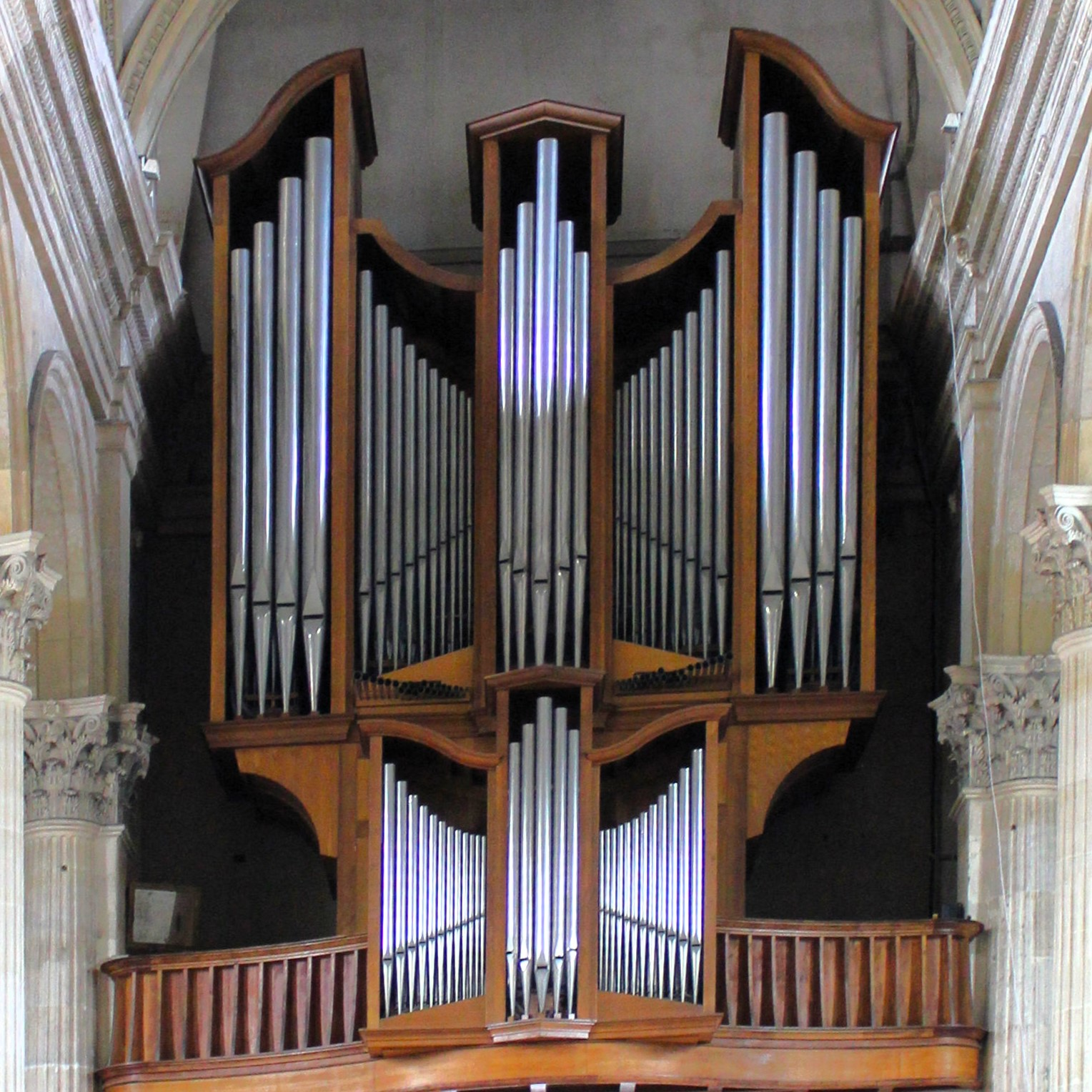
Heutige Schwenkedel-Aubertin-Orgel (seit 1975/1992)

## Krypta
Die Krypta aus dem 14. Jahrhundert ist eine der größten Krypten Frankreichs, 100 Meter lang und etwa 1400 Quadratmeter groß. Die Krypta wurde 1828 entdeckt, nachdem mit dem Bau der Basilika begonnen worden war. Die Basilika wurde auf der Krypta errichtet und so gestaltet, dass ihre Form dem Grundriss der Krypta folgt. Die Krypta besteht aus einem Labyrinth von Galerien und Räumen, tatsächlich bilden die meisten Wände das Fundament der mittelalterlichen Kirche. Ab 1839 wurde die Krypta vollständig restauriert.
Der Raum beherbergt seit 1980 eine Sammlung sakraler Kunst, 2015 erfolgte eine umfassende Renovierung. Das auf die Säulen gemalte Fischgrätmuster spiegelt die ursprüngliche Dekoration wider, von der noch einige Teile zu sehen sind. Die Wandmalereien bedecken fast die gesamte Wandfläche und betragen zusammen etwa 4.000 m². Die 160 figurativen Grisaille-Malereien sind der Geschichte des Christentums und der Legende von Notre-Dame de Boulogne gewidmet, in den östlichsten Teilen befindet sich eine mehrfarbige Dekoration mit Arabesken. Die chronologisch geordnete Sammlung von in Stein gehauenen Reliefs veranschaulicht den Zeitraum von der Römerzeit bis zum späten 18. Jahrhundert.

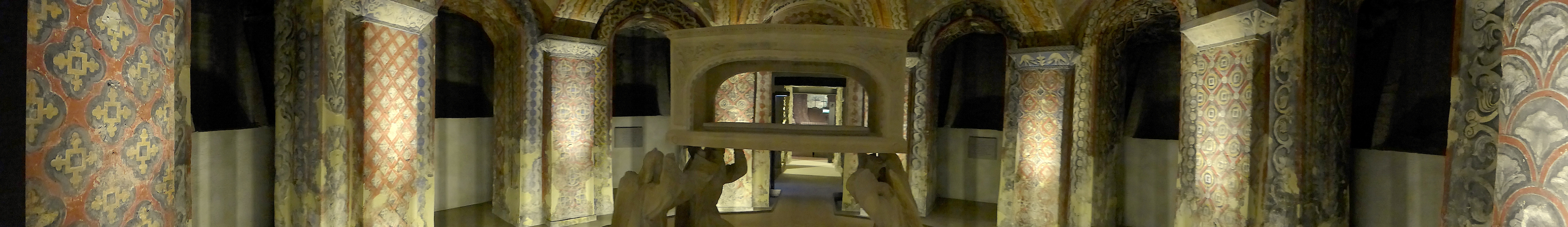
Krypta mit Ausmalung

## Trivia
Anlässlich der von Papst Leo XIII. autorisierten feierlichen Krönung des Marienbildes Unserer Lieben Frau zu Boulogne komponierte der aus Boulogne-sur-Mer stammende Organist Alexandre Guilmant seine Cantate en l’Honneur de la Sainte Vierge für zwei Chöre, Orchester und Orgel. Eine Besonderheit dieses Stückes ist der von Guilmant „auf den höchsten Galerien der Basilika“ platzierte Engelschor, welcher effektvoll aus der Ferne mit dem großen Chor in Dialog tritt.